# Eudistoma pustulosum
Eudistoma pustulosum is een zakpijpensoort uit de familie van de Polycitoridae. De wetenschappelijke naam van de soort is voor het eerst geldig gepubliceerd in 2012 door Monniot.